# Triangelmot
De triangelmot (Hypsopygia costalis) is een markante purperrode microvlinder.
De vleugels liggen in rust in de vorm van een pijlpunt. Opvallend is de brede gele zoom aan de rand van de voorste vleugel. De voelsprieten worden vaak plat over de rug gelegd.

## Voorkomen
De vlinders komen in vrij groten getale voor in tuinen, hagen, grasland met struiken en zijn verspreid over geheel Nederland. Ze zijn waar te nemen van mei tot en met juli.

## Levenswijze
Ze rusten overdag op planten of balken in de schaduw. De rupsen leven in rieten daken, hooi en vogelnestjes. Ook zijn ze meermalen gezien in kippenhokken. Ze verpoppen zich in een ovaal spinsel.